# Microdrive (informatique)

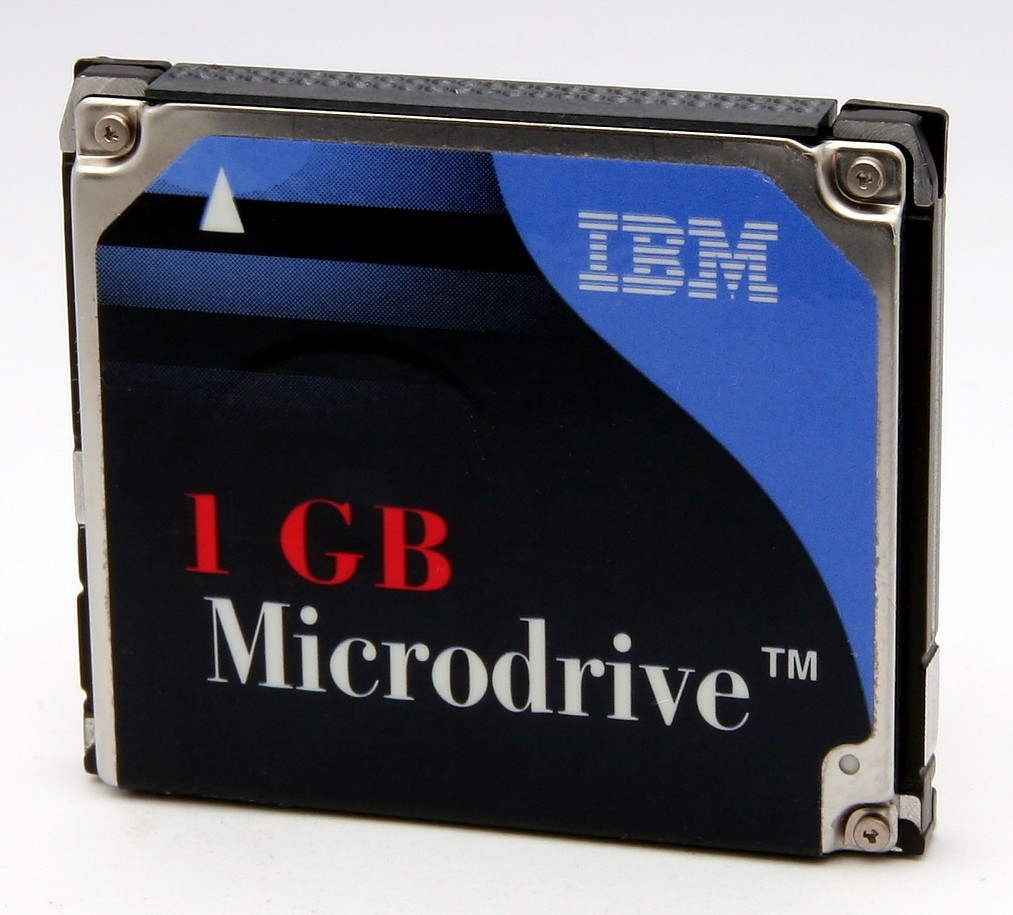
Microdrive IBM d'1 Go (2005).

Microdrive est une marque déposée, par l'entreprise américaine IBM, d'un disque dur miniature conçu pour s'insérer dans la fente d'un CompactFlash Type II, dont il emprunte les dimensions et la connectique.
Bien que « Microdrive » soit une marque commerciale d'IBM, le mot « microdrive » est utilisé par antonomase par les utilisateurs pour désigner tous les disques durs miniatures, quel que soit le fabricant. Toutefois, les fabricants autres qu'IBM et Hitachi — qui a acheté la division Microdrive d'IBM — s'abstiennent d'utiliser ce nom dans la documentation officielle de leurs produits.

## Présentation
Le disque Microdrive fut créé en 1998 par IBM, puis commercialisé à partir de 1999 pour répondre aux besoins des baladeurs numériques et surtout de la photographie numérique.
Les plateaux des Microdrives ont un diamètre de seulement 1 pouce (2,54 cm), contre 3,5 pouces (7,62 cm) pour les disques durs d'ordinateur de bureau[réf. nécessaire].
La capacité de stockage varie de 170 Mo à 8 Go. Au départ, le disque offrait une capacité supérieure aux cartes mémoires mais était plus cher (mécanique de précision avec systèmes antichocs), plus fragile, et consommait davantage d’électricité, à cause de son micromoteur. Il était principalement utilisé dans les appareils photo professionnels et dans certains lecteurs MP3, en raison de sa capacité importante. Depuis environ 2007, ce type de disque dur est entré en concurrence frontale avec les cartes de mémoire flash, qui sont moins sensibles aux chocs, car faites d’électronique pure, et dont le prix diminue sans cesse tout en offrant des capacités de stockage beaucoup plus grandes (elles sont, de plus, entièrement compatibles).
En 2003, Hitachi, qui vient d'acheter la division disques durs d'IBM, produit un Microdrive de 4 Go, de 6 Go en 2005, puis de 8 Go en 2006, avant de mettre un terme à toute production fin 2007. Plus aucun fabricant ne produit de Microdrives depuis cette date.

## Modèles de microdrives par fabricant
Microdrives IBM (ensuite fabriqués par Hitachi)
- 170 mégaoctets (Mo)
- 340 mégaoctets
- 512 mégaoctets
- 1 gigaoctet (Go)
- 4 gigaoctets

Microdrives Hitachi
- 512 mégaoctets
- 1 gigaoctet
- 2 gigaoctets
- 3 gigaoctets
- 4 gigaoctets
- 6 gigaoctets
- 8 gigaoctets

Les modèles IBM et Hitachi sont équipés de 128 Ko de mémoire cache
GS Magic
- 2,2 gigaoctets ATA, USB (NATIVE), & CF variants
- 3 gigaoctets ATA
- 4 gigaoctets ATA & CF variants
- 6 gigaoctets

Seagate ST1
- 2,5 gigaoctets
- 4 gigaoctets
- 5 gigaoctets
- 6 gigaoctets
- 8 gigaoctets

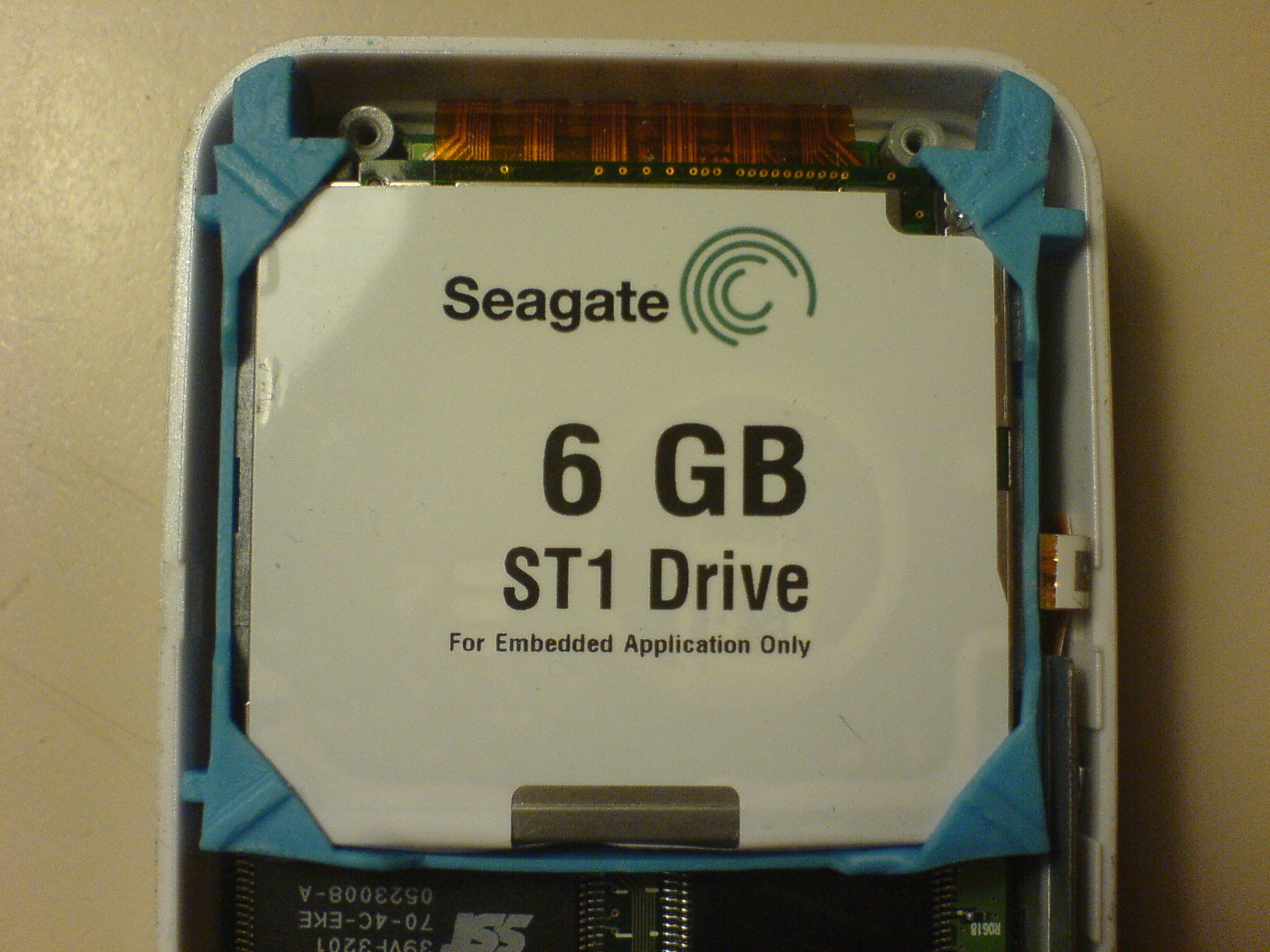
Microdrive Seagate ST1 de 6 Go, monté en disque interne dans un lecteur MP3 Sanyo HDP-M3000.

Ces modèles Seagate sont équipés de 2 Mo de mémoire cache
Compact Vault de Sony
- 2 gigaoctets (désormais Hitachi)
- 4 gigaoctets (désormais Hitachi)
- 5 gigaoctets
- 8 gigaoctets

Cornice
- 4 gigaoctets